# Hybomitra shevtshenkoi
Hybomitra shevtshenkoi är en tvåvingeart som först beskrevs av Olsufjev 1952.  Hybomitra shevtshenkoi ingår i släktet Hybomitra och familjen bromsar. Inga underarter finns listade i Catalogue of Life.